# Wendi Deng

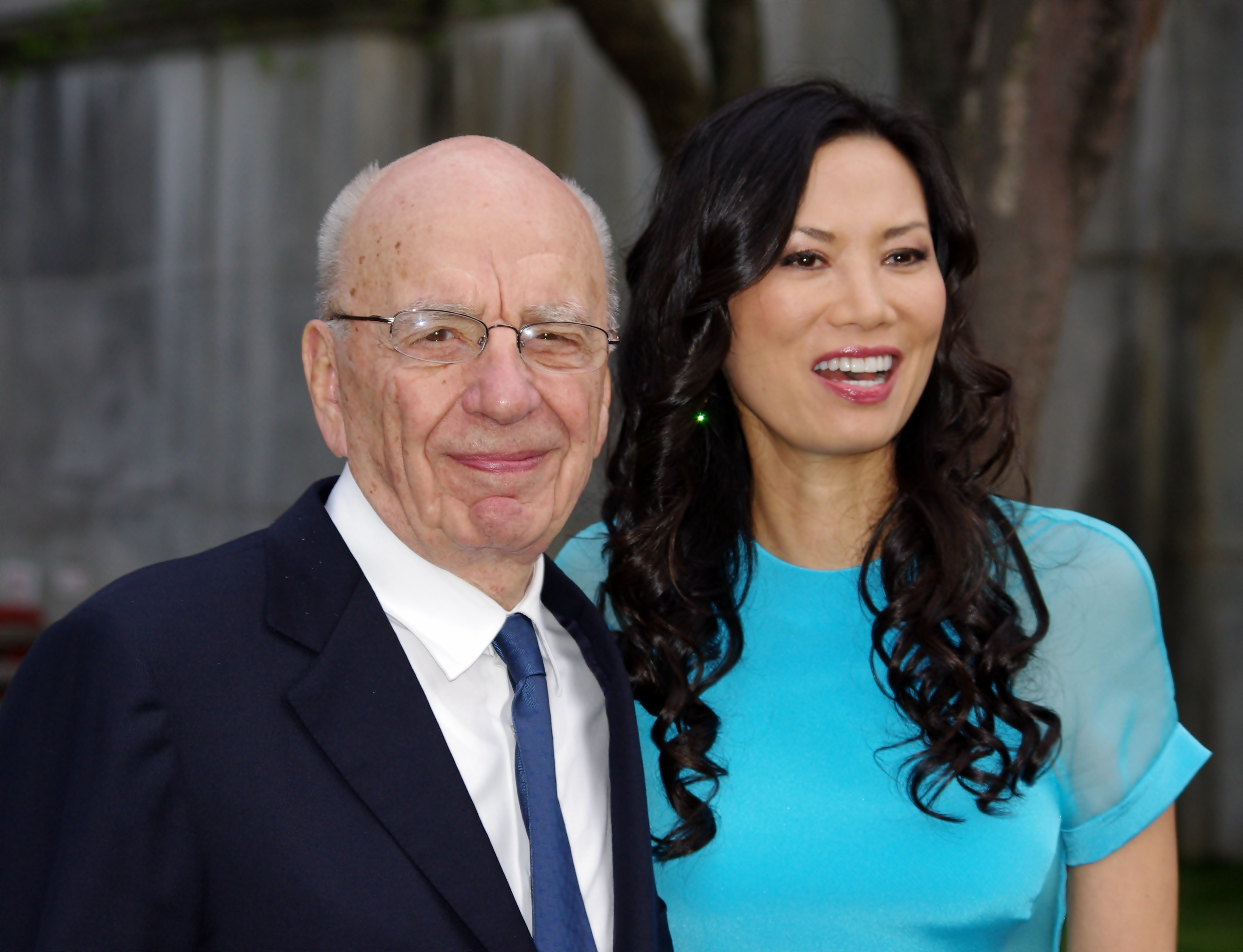
Wendi Deng i Rupert Murdoch w 2011

Wendi Deng (chiń. upr. 邓文迪; chiń. trad. 鄧文迪; pinyin Dèng Wéndí; ur. 8 grudnia 1968 roku w Jinan) – amerykańska producentka filmowa pochodzenia chińskiego, była szefowa Asia Star TV,  przedsiębiorca.

## Życiorys

### Wczesne lata
Jej ojciec był dyrektorem fabryki oraz średniej rangi członkiem Komunistycznej Partii Chin.

### Wykształcenie i kariera
Po ukończeniu szkoły zgodnie z życzeniem ojca rozpoczęła studia medyczne w Kantonie, gdzie nawiązała znajomość z amerykańskim małżeństwem Joyce i Jakiem Cherry, dzięki którym wyjechała w 1988 do Stanów Zjednoczonych. Tam stała się przyczyną rozwodu małżeństwa, po którym poślubiła Jake'a – wkrótce jednak wzięła z nim rozwód.
Na kalifornijskim uniwersytecie, gdzie studiowała ekonomię, Deng uzyskała bachelor’s degree, będąc w górnym procencie wszystkich absolwentów. W 1996 roku otrzymała tytuł MBA w Yale School of Management (Uniwersytet Yale).
Rozpoczęła pracę w stacji Fox. Po uzyskaniu stopnia magistra objęła stanowisko w stacji STAR TV w Hongkongu. W końcu 90. lat spotkała Murdocha, który rzucił dla niej swoją drugą żonę i w 1999 roku poślubił podczas ceremonii na pokładzie swojego jachtu w Nowym Jorku. Przed ślubem para podpisała intercyzę. W lecie 2013 roku (po 14 latach małżeństwa) Rupert Murdoch wniósł pozew o rozwód, uzasadniając go „bezpowrotnym rozpadem związku”. Murdochowie mają dwie córki: Grace i Chloe.
Wendi Deng współszefuje firmie Big Feet Productions wytwarzającej aplikacje i gry na zamówienie do iPhone'ów i iPadów. Jest współproducentką filmu amerykańsko-chińskiej produkcji „Śnieżny kwiat i tajemniczy wachlarz” (ang.: Snow Flower and the Secret Fan), gdzie jedną z roli gra Hugh Jackman. Do bliskich znajomych Wendi Deng należą Ivanka Trump, Tony Blair, pisarka Amy Tan, Bono, Nicole Kidman, królowa Jordanii Rania i Mark Zuckerberg oraz Dasza Żukowa, z którą wspólnie finansuje serwis internetowy Artsy.

## Życie prywatne
Wendi Deng jest jaroszką.